# Tourbillon FC
El Tourbillon FC és un club de futbol de la ciutat de N'Djamena, Txad. Els seus colors són el blau i el blanc.

## Palmarès
- Lliga txadiana de futbol: [5]

1987, 1991, 1997, 2000, 2001, 2010
- Copa txadiana de futbol: [6]

1987, 1989, 2008
- Supercopa txadiana de futbol:

2008